# The Losers (film)
The Losers è un film del 2010 diretto da Sylvain White, adattamento cinematografico dell'omonimo fumetto DC/Vertigo.
Tra gli interpreti principali del film figurano Jeffrey Dean Morgan, Zoe Saldana, Chris Evans, Idris Elba e Jason Patric.

## Trama
Dopo essere stato inviato in una missione suicida in Bolivia, un gruppo di soldati, appartenenti all'élite delle forze speciali, dichiara guerra alla CIA, vendicandosi dell'Agenzia che ha cercato di "eliminarli" e del mandante, un misterioso e potente nemico conosciuto semplicemente come Max.

## Produzione
Nel 2007 la Warner Bros. annunciò la realizzazione di un adattamento cinematografico del fumetto The Losers, basato su una sceneggiatura di Peter Berg e James Vanderbilt per la regia di Tim Story.
Nel 2008 la rivista Variety riportò come la regia del film fosse stata affidata al francese Sylvain White, con il finanziamento della Dark Castle Entertainment e della Silver Pictures di Joel Silver.

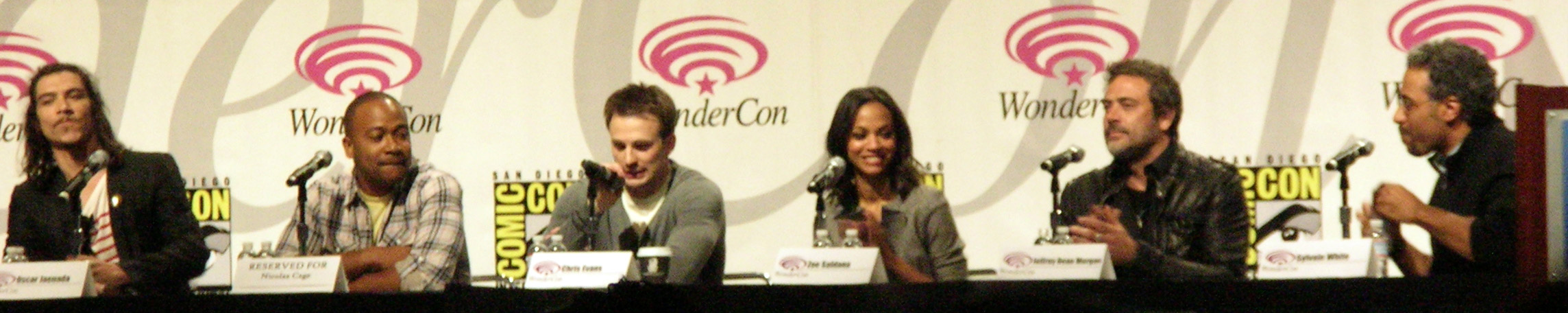
Gli interpreti del film al WonderCon 2010.

Nei primi mesi del 2009 viene annunciato il cast del film, a febbraio Jeffrey Dean Morgan viene ingaggiato per il ruolo di Clay, il leader del gruppo, a marzo viene confermato che Columbus Short interpreterà Pooch, Idris Elba Roque e Zoe Saldana Aisha. Infine si sono aggiunti Chris Evans nel ruolo di Jensen, Óscar Jaenada in quello di Cougar e Jason Patric nei panni di Max, il nome di Patric è stato comunicato nell'agosto 2009.
La Warner Bros. ha avviato la produzione nel giugno 2009 con l'intenzione di distribuire il film nelle sale il 9 aprile 2010. Le riprese sono iniziate a Porto Rico nel mese di luglio.

## Distribuzione
Il primo trailer del film è stato distribuito il 30 gennaio 2010. Come previsto dagli accordi con la Warner Bros. il film è uscito nelle sale statunitensi il 23 aprile 2010 mentre in quelle italiane il 23 luglio 2010.